# Геренній Етруск
Квінт Гере́нній Етру́ск Ме́ссій Де́цій (лат. Quintus Herennius Etruscus Messius Decius; близько 227 — червень 251), більш відомий як Геренній Етруск — римський імператор у 251 році під час Кризи III століття. Правив разом зі своїм батьком, Децієм, та загинув разом із ним у битві при Абриті. Став першим римським імператором, який загинув під час бою із зовнішнім ворогом. Був старшим братом наступного імператора Гостіліана.

## Ранні роки та прихід до влади
Народився поблизу Сірмія в Паннонії (зараз Сремска Мітровіца, Сербія), коли його батько проходив там військову службу. Його матір'ю була Гереннія Купрессенія Етрусцилла, яка походила зі впливової сенаторської родини. Геренній був дуже близьким до батька і 248 року допомагав йому, як військовий трибун, придушувати повстання Пакаціана на дунайському кордоні. Децій розбив узурпатора та наступного року почав власне повстання. Проголошений власними військами імператором, він вирушив до Італії, де поблизу сучасного міста Верони завдав поразки імператору Філіппу. Гереннія було проголошено спадкоємцем трону та «ватажком молоді» (лат. princeps iuventutis)
На початку 251 року Децій дав Гереннію титул августа, зробивши того своїм співправителем. До того ж, Гереннія було обрано одним з тогорічних консулів.

## Боротьба із готами
Тим часом, племена готів перейшли дунайський кордон і вступили на територію провінцій Мезія та Дакія. Тоді Децій та Геренній розпочали військові дії проти готського короля Книви. Імператриця Гереннія Етрусцилла залишилася в Римі регентом при малолітньому Гостиліані.
Книва та його військо поверталися із здобиччю, коли їх зустріли римські легіони. Застосувавши вельми хитру військову тактику, Книва розділив своє військо на менші, зручніші для управління, групи і почав виштовхувати римлян до болотистої місцевості. Приблизно у перші два тижні червня обидві армії зустрілися у битві при Абриті (сучасний Разград, Болгарія). Римські легіони були вщент розбиті: у битві Гереннія було вбито ворожою стрілою, а Децій, переживши перший наступ готів, загинув разом з рештками армії наприкінці дня. Так Децій та Геренній стали першими римськими імператорами, які загинули у битві з ворожою армією.
Ті вояки, які вижили у битві, проголосили імператором Требоніана Галла, попри те, що в Римі залишався Гостиліан — молодший син Деція та номінальний римський імператор.

## Родовід
- Децій, римський імператор у 249—251 рр.
  -  Геренній Етруск, римський імператор у 251 р.
  -  Гостіліан, римський імператор у 251 р.